# فرودگاه ماکسیمو گومز
فرودگاه ماکسیمو گومز (به انگلیسی: Máximo Gómez Airport) یک فرودگاه همگانی با کد یاتا AVI است که یک باند فرود آسفالت دارد و طول باند آن ۳۵۳۲ متر است. این فرودگاه در کشور کوبا قرار دارد و در ارتفاع ۱۰۲ متری از سطح دریا واقع شده‌است.